# Meylandtmolen
De Meylandtmolen (ook: Molen van Meylandt) is een watermolen op de Mangelbeek, gelegen aan de Graaf de Theuxlaan 55 te Heusden.

## Geschiedenis
De watermolen is verbonden aan het landgoed van Kasteel Meylandt. Ze werd voor het eerst vermeld in 1415 en ook in 1432. De huidige molen werd in 1742 gebouwd met behulp van lokaal gewonnen ijzerzandsteen. De molen fungeerde als korenmolen en werd 1775 tevens vermeld als bockwey molen (boekweitmolen). Voor het malen van boekweit was een ander type molensteen vereist.
In 1829 werd een weinig stroomafwaarts, nabij Ubbersel, de Stabroekmolen, een zogeheten bookmolen, in werking gesteld (beuken, het kneuzen van hennep om de vezel te winnen, welke voor touw en visnetten werd gebruikt). In 1893 werd deze hennepmolen omgebouwd tot oliemolen, waar de familie de Theux de Meylandt bezwaar tegen maakte, daar het peil stroomafwaarts van de Meylandtmolen, die adellijk bezit was, hierdoor te veel zou stijgen.
Onder meer ten behoeve van de watermolen en het kasteel werd de loop van de Mangelbeek in het begin van de 19e eeuw verlegd.
Omstreeks 1948 kwam een einde aan het bedrijf van de Meylandtmolen. Investeringen werden te duur geacht en de nabijgelegen Steenkoolmijn van Zolder gebruikte veel water uit de Mangelbeek voor haar kolenwasserij. De mijn bood weliswaar ter compensatie elektrische aandrijving aan, maar de Meylandtmolen maakte hier geen gebruik van en werd in 1951 in gebruik genomen als woonhuis. In 1959 werden kasteel en park, inclusief de molen, verkocht aan de toenmalige gemeente Heusden. Het rad werd verwijderd, maar het binnenwerk en de molenstenen bleven behouden tot 1965. Daarna werd het binnenwerk gesloopt en werd het molengebouw tot woning ingericht. In 1996 werd het molenhuis geklasseerd als monument en wellicht wordt een nieuw molenrad aangebracht.